# Ved Buens Ende
Ved Buens Ende — норвежская авангард-метал-группа, созданная в 1993 году, распавшаяся в 1997, воссоединившаяся с 2006 по 2007, и еще раз в 2019. Коллектив известен по своему оригинальному стилю звучания, сочетавшему агрессивный блэк-метал с абстрактными джазовыми гармониями и техникой «стены звука».

## История
Ved Buens Ende была основана в Осло, в 1993 году барабанщиком Карлом-Михаэлем Айде и гитаристом Викотником (Юсафом Парвесом). Немногим позже к ним присоединился басист Хью Мингей. До основания VBE Карл-Михаэль был барабанщиком в группе Ulver, а Юсаф играл в своём проекте Manes. Вживую группа за время своего существования выступила лишь два раза: в 1994 году в немецком городе Бром и в 1995 году в Лондоне. Группа распалась в 1997 году, записав только один полноформатный альбом — «Written in Waters».

## Воссоединения
26 апреля 2006 года на сайте blabbermouth.net было объявлено о воссоединении Ved Buens Ende и о начале работ над новым альбомом. Было также объявлено о двух новых участниках: басисте Петтере Бернтсене и барабанщике Айнаре Съюрсё, которые до этого играли в группе Карла-Михаэля Virus.

«Мы запишем новый альбом в этом году, который будет выпущен в 2007 пока ещё на неизвестном лейбле (кто заинтересован, свяжитесь с нами), а также мы собираемся играть вживую и будем исполнять материал с „Written in Waters“ и альбома Virus „Carheart“, ну и, конечно же, новые композиции. Новый материал, который мы сейчас пишем, будет отличаться как от „Written in Waters“, так и от „Carheart“, но сохранит фирменное звучание „гитарной стены“ с тех альбомов».
Оригинальный текст (англ.) "We will record a new album this year, to be released in 2007 by an as-yet-undetermined label (interested parties get in touch) and we also aim at playing live, where we will perform material both from 'Written In Waters' and the [post-VED BUENS ENDE project] VIRUS 'Carheart' album plus of course new compositions. The new material is being developed at the moment and will differ from both 'Written In Waters' and 'Carheart' yet still retain the trademark off the wall guitar sounds of those releases."

Группа вновь распалась в начале 2007 года, так и не записав нового альбома.
Группа еще раз воссоединилась в 2019, но пока ничего не записала.

## Состав
- Hugh Stephen James Mingay (Skoll) — бас (1994—1997, 2019-), клавишные (1994—1997)
- Carl-Michael Eide — ударные (1994—1997), гитары, вокал (чистый) (1994—1997, 2006—2007, 2019-)
- Yusaf Parvez (Vicotnik) — гитары, вокал (харш) (1994—1997, 2006—2007, 2019-)

### Бывшие участники
- Petter Berntsen (Plenum) — бас (2006—2007)
- Einar Olav Sjursø — ударные (2006—2007)

### Сессионные музыканты
- Øyvind Myrvoll — ударные (2019-)

Бывшие сессионные музыканты
- Steinar Sverd Johnsen (Sverd) — клавишные (1995)
- Simen Hestnæs (ICS Vortex) — вокал (1995)

## Дискография
- Those Who Caress the Pale (демо, кассета) — 1994
- Written in Waters (полноформатный альбом) — 1995
- Those Who Caress the Pale (EP) — 1997